# Santos Montoya Torres
Santos Montoya Torres (La Solana, 22 de fevereiro de 1966) é um padre católico espanhol , bispo de Calahorra y La Calzada-Logroño.

## Biografia

### Treinamento
É formado em Ciências Químicas pela Universidade Autônoma de Madri, bacharel em Teologia pela Faculdade de Teologia San Dámaso em 1998, graduado em Teologia pela Pontifícia Universidade de Comillas em 2000 e formado em Teologia Dogmática pela Universidade Eclesiástica de San Dámaso.

### Presbitero
Foi ordenado sacerdote em 18 de junho de 2000 e desde então ocupa o cargo de vice-conselheiro da Ação Católica Geral de Madri, professor, vice-reitor e reitor do Seminário Menor de Madri; desde 2012, pastor da paróquia Beata Maria Ana de Jesus, diretora do colégio homônimo, arcebispo de Delicias-Legazpi (2012), membro do Conselho Presbiteriano e membro do Colégio de Consultores desde 2017.

### Bispo
Em 29 de dezembro de 2017, sua nomeação foi anunciada pelo Papa Francisco como bispo auxiliar de Madri, juntamente com os padres José Cobo Cano e Jesús Vidal Chamorro. Eles foram ordenados bispos na Catedral de Almudena em 17 de fevereiro de 2018.